# ムーディ (犬種)

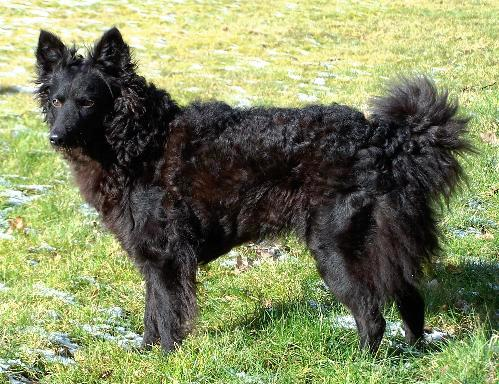
ムーディ

ムーディ（英語Mudi）とは、ハンガリー原産の牧羊犬種である。ハンガリアン・ムーディ、ムディ・ア・ハンガリアとも呼ばれている。

## 歴史
起源には謎が多いが、クロアチアン・シープドッグがハンガリーにもたらされ、プーミーやプーリーの血が加えられて誕生したものであると考えられている。もともと名も無き作業犬の一種で、決まった犬種名も無かった。ムーディという名を与えたのは本種を他犬種と分別し、FCI公認へ導いた人物であるといわれている。
羊を誘導する牧羊犬としてのみ使われ、羊を狼や家畜泥棒から守る仕事（護畜犬）はコモンドールやプーリーなどの別犬種に任せられ、これらと組んで仕事を行うのが通常である。かつてムーディは作業の邪魔にならないように尾を短く断尾していた時期があったが、このためボディバランスがとれず見栄えが悪くなり、断尾が行われていた時代はドッグショーなどには全く出場していなかった。しかし、断尾をしないだけでボディバランスが取れるということが判明し、ショー用の犬も作業用の犬も断尾が行われる事は廃止された。これによりもう一つのメリットが発生し、作業用のムーディは尾のあるおかげで走る際にバランスが取れやすくなり、転倒したりすることがなくなって走るスピードも更に向上した。すなわち、尾はもともと作業の邪魔にならず、むしろあったほうが本来の能力を引き出せるということもわかったのである。ちなみに迷信であった『作業の邪魔になる』ということは一体どのようなことであったのかは、今でもよく分かっていない。
原産地外にも輸出され、近年は知名度が上がってきてドッグショーにも出場するようになった。一部の犬はペットとしても飼育されているが、原産地では今でも牧羊犬として使われている。なお、原産地外では徐々に頭数が増加しつつあるが、原産国での個体数はおよそ数百頭しか存在せず、希少化が進んでいる。このため、ハンガリーではムーディを保護するための制度が整いつつあり、血統書の保管や安定したブリーディングを行っている。それにより絶滅の心配は少なくなったが、未だに希少で頭数の少ない事に変わりは無い。

## 特徴

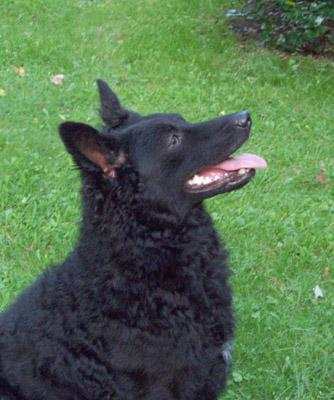
ムーディの顔

日本犬によく似た姿で、荒めの巻き毛と大きめの立ち耳がトレードマークである。コートは顔と脚の前側の部分のみスムースコートである。毛色はジェット・ブラックが主流だが、レバー、ブラック・アンド・ブルー・マールの犬いる。又、
ごく稀にホワイトの毛色の個体も存在する。りりしい顔立ちで、小さなブラウンの瞳に尖ったマズルを持つ。尾はふさふさとした巻き尾で、個体によって巻き具合が異なる。体高は36～51cm、体重は8～13kgの中型犬で、性格は忠実、温和だが警戒心が強い。運動量は多いが、状況判断やしつけの飲み込みがよく、飼育はしやすいほうである。